# Christine Morgenstern
Christine Morgenstern (* 1967 in Wiesbaden) ist eine deutsche Rechtswissenschaftlerin und Hochschullehrerin an der Ruhr-Universität Bochum.

## Leben und Wirken
Nach dem Abitur 1986 in Wedel nahm Morgenstern das Studium der Rechtswissenschaften auf. Sie studierte an den Universitäten Hamburg und Freiburg und legte 1993 in Baden-Württemberg ihr Erstes Juristisches Staatsexamen ab. Ab 1994 arbeitete sie als wissenschaftliche Mitarbeiterin an der Universität Greifswald, bis sie 1995 ihr Rechtsreferendariat am Oberlandesgericht Rostock antrat. Dieses schloss sie 1997 mit dem Zweiten Staatsexamen in Mecklenburg-Vorpommern ab. Anschließend kehrte sie als wissenschaftliche Assistentin von Frieder Dünkel an die Universität Greifswald zurück. Diese Tätigkeit wurde durch zwei Elternzeiten unterbrochen. Im März 2002 wurde Morgenstern in Greifswald mit der strafrechtlichen Schrift Internationale Mindeststandards für ambulante Strafen und Maßnahmen summa cum laude zur Dr. iur. promoviert und setzte ihre Tätigkeit am Lehrstuhl fort, wobei sie an ihrer Habilitation arbeitete. Diese schloss sie 2016 mit einer Schrift zur Untersuchungshaft ab, woraufhin ihr die Universität die venia legendi für die Fächer Strafrecht, Strafprozessrecht, Kriminologie, Europäisches Strafrecht und Strafrechtsvergleichung verlieh.
Es folgten ab dem Wintersemester 2016/17 Gastprofessuren und Lehrstuhlvertretungen an der Freien Universität Berlin und der Universität Göttingen. Von Mai 2021 bis 2023 hatte Morgenstern den ordentlichen Lehrstuhl für Strafrecht und Geschlechterforschung an der Freien Universität Berlin inne. Zum Wintersemester 2023/24 wechselte sie als Nachfolgerin von Thomas Feltes auf den Lehrstuhl für Kriminologie an die Universität Bochum.
Morgensterns Forschungsschwerpunkte liegen im Bereich der Grund- und Menschenrechte in der Strafrechtspflege, insbesondere im Strafverfahren und Strafvollzug (Access to Justice), der Erforschung der Beziehung zwischen Geschlecht und Strafrecht sowie der Europäisierung der Strafrechtspflege.
Morgenstern ist verheiratet und Mutter von zwei Kindern.

## Schriften (Auswahl)
- Internationale Mindeststandards für ambulante Strafen und Maßnahmen. Forum Verlag Godesberg, Mönchengladbach 2002, ISBN 978-3-930982-76-9 (Dissertation).
- Die Untersuchungshaft. Eine Untersuchung unter rechtsdogmatischen, kriminologischen, rechtsvergleichenden und europarechtlichen Aspekten. Nomos, Baden-Baden 2018, ISBN 978-3-8487-4182-3 (Habilitationsschrift).